# Cierva C.12
Die Cierva C.12 (auch Loring C.XII) war ein Tragschrauber des Konstrukteurs Juan de la Cierva, von dem Ende der 1920er Jahre ein Exemplar in Spanien von Jorge Loring gebaut wurde.

## Geschichte
Obwohl ab 1926 die weitere Entwicklung der Cierva-Tragschrauber vorwiegend in Großbritannien stattfand, bestellte die spanische Luftwaffe mit der Cierva C.7 und C.12 zwei weitere Baumuster in Spanien. Den Bau führte Jorge Loring in seinem in der Nähe des damaligen Flugplatzes Cuatro Vientos gelegenen Carabanchel-Werk durch. Heute ist hier das Unternehmen Aeronáutica Industrial, S.A. (AISA) beheimatet. Die 1929 in Auftrag gegebene C.12 sollte dazu dienen, bei militärischen Übungen Versuche mit einem großen Tragschrauber durchzuführen.
Die C.12, als letzter der in Spanien gebauten Tragschrauber, verwendete als Antrieb einen Wright J-5 Whirlwind mit 220 PS. Die Enden der Stummeltragflächen waren nach oben abgewinkelt. Der Drehflügler hatte einige Gemeinsamkeiten mit der englischen Cierva C.8L-Serie, besaß aber einen sehr langen Rumpf mit einem „Deflektor“-Heck, mit dessen Hilfe der Rotor vor dem Start in Drehung versetzt werden sollte. Als Deflektor diente ein senkrecht kippbares Höhenruder, das den Propellerabstrom zum Rotor ablenken und das Andrehen des Rotors per Hand oder mit Hilfe eines Seils ersetzen sollte. In dieser Form testete Juan de la Cierva im Mai 1929 die Maschine, wobei jedoch die für einen Start notwendige Rotordrehzahl allein mit dem Propellerstrahl nicht erreicht werden konnte. Als Konsequenz kürzte man den Rumpf, und das Deflektor-Heck erhielt eine „Doppeldeckerauslegung“ durch das Hinzufügen eines zweiten Höhenruders, ähnlich der bei der zeitgenössischen Cierva C.19 Mk. II eingesetzten Version. Im Juni 1929 flog die C.12 wieder und führte mit dem spanischen Piloten Luis Rambaud einen Nonstopflug über 580 km von Madrid nach Lissabon durch.
Die spanische Luftwaffe bestellte noch ein zweites Exemplar, änderte dann aber kurzfristig ihre Pläne und stornierte den Auftrag wieder. Die einzige gebaute C.12 wurde wahrscheinlich noch vor Ende 1929 verschrottet.

## C.12 Hydrogyro
Nach Ord-Hume erhielt eine mit Schwimmern ausgerüstete und im April 1930 zum ersten Mal geflogene Variante der Cierva C.17 ebenfalls die Bezeichnung C.12.